# اوگن
اوگن (به آلمانی: Auggen) یک شهر در آلمان است که در برایگاو-هخشوارتسوالد واقع شده‌است. اوگن ۲٬۴۹۱ نفر جمعیت دارد.

## خواهرخوانده
شهرهای Châteauneuf-du-Pape و Schellerhau خواهرخوانده‌های اوگن هستند.